# Darius McGhee
Darius McGhee (Roxboro, Carolina del Norte; 2 de junio de 1999) es un baloncestista estadounidense que pertenece a la plantilla del Telekom Baskets Bonn de la Basketball Bundesliga. Con 1,75 metros de estatura, juega en la posición de base.

## Trayectoria deportiva

### Universidad
Jugó cinco temporadas con los Flames de la Universidad Liberty, en las que promedió 16,0 puntos, 3,7 rebotes, 2,3 asistencias y 1,1 robos de balón por partido. En sus tres últimas temporadas fue elegido Jugador del Año de la Atlantic Sun Conference e incluido en el mejor quinteto de la conferencia.

#### Estadísticas
| Año     | Equipo  | PJ  | PT  | MPP  | %TC  | %3P  | %TL  | RPP | APP | ROB | TPP | PPP  |
| ------- | ------- | --- | --- | ---- | ---- | ---- | ---- | --- | --- | --- | --- | ---- |
| 2018–19 | Liberty | 36  | 0   | 21.3 | .384 | .319 | .909 | 2.7 | 1.1 | .9  | .3  | 7.8  |
| 2019–20 | Liberty | 34  | 34  | 33.0 | .437 | .386 | .830 | 4.0 | 1.7 | .9  | .1  | 9.5  |
| 2020–21 | Liberty | 29  | 29  | 30.2 | .452 | .408 | .854 | 4.4 | 2.1 | .8  | .4  | 15.5 |
| 2021–22 | Liberty | 33  | 33  | 33.7 | .456 | .390 | .881 | 4.5 | 3.6 | 1.2 | .2  | 24.6 |
| 2022–23 | Liberty | 36  | 36  | 31.9 | .439 | .394 | .867 | 3.3 | 3.0 | 1.6 | .2  | 22.8 |
| total   | total   | 168 | 132 | 29.9 | .439 | .384 | .868 | 3.7 | 2.3 | 1.1 | .2  | 16.0 |

### Profesional
Tras no ser elegido en el Draft de la NBA de 2023, se unió a los Indiana Pacers para disputar la Liga de Verano de la NBA, y el 17 de octubre firmó contrato con ellos. Pero fue despedido al día siguiente, y diez días después se incorporó a su filial en la G League, los Indiana Mad Ants. Allí acabó la temporada promediando 7,0 puntos y 2,3 asistencias por partido.
El 10 de junio de 2024 firmó con el Telekom Baskets Bonn de la Basketball Bundesliga.